# فهرست نمایندگان زن مجلس شورای ملی

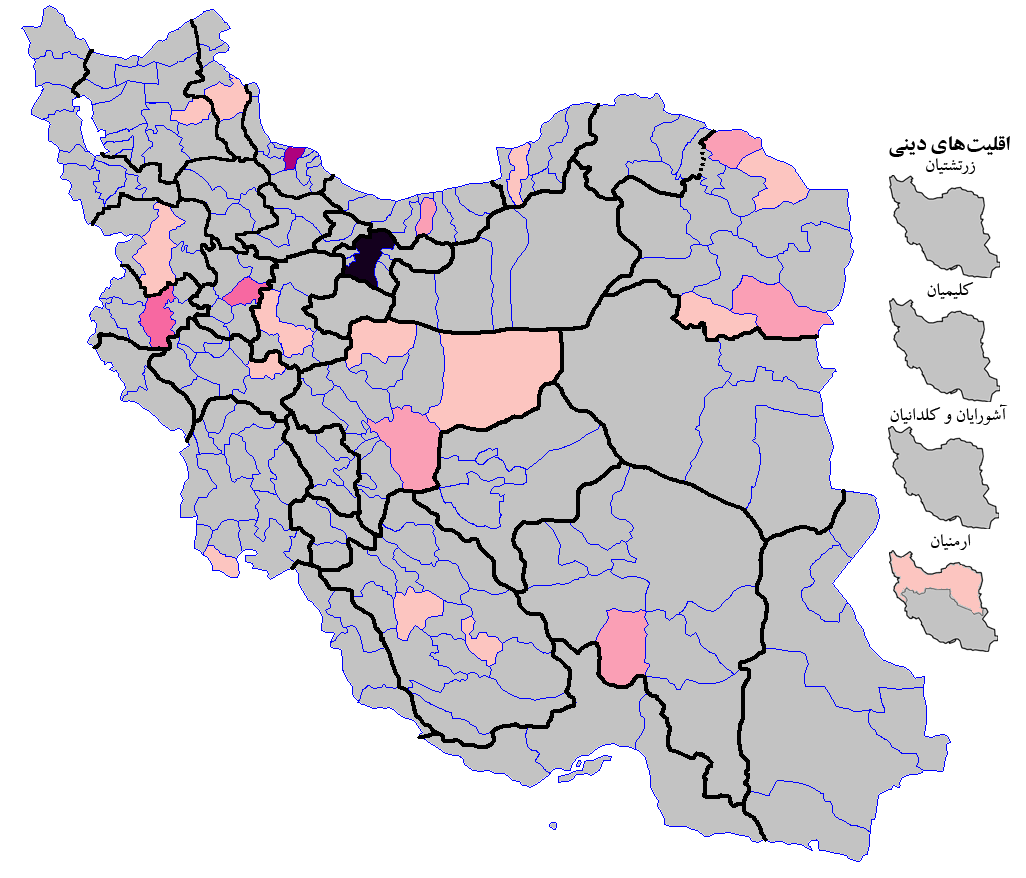
شمار کرسی‌های زنان در مجلس شورای ملی بر پایه حوزه انتخابیه راهنما:
۱
۲
۳
۴
۱۶

در اینجا فهرست نمایندگان زن مجلس شورای ملی ارائه شده‌است. جمعاً ۳۶ زن در ۵۰ کرسی در ایران پس از اعطای حق رأی در چهار دوره از دوره بیست و یکم در سال ۱۳۴۲ تا دوره بیست و چهارم در سال ۱۳۵۷ حضور داشته‌اند.
نیره ابتهاج سمیعی از حوزه انتخابیه رشت تنها زنی است که توانسته در هر ۴ دوره مجلس حضور یابد. او اولین بانوی ایرانی بود که نیابت رئیس مجلس را به عهده گرفت و نخستین بانویی است که از استان گیلان به مجلس شورای ملی راه یافته‌است. افزون بر وی، سه زن در سه دوره، پنج زن در دو دوره و بیست‌وهفت زن در یک دوره به نمایندگی مجلس شورای ملی دست یافته‌اند.
حوزه انتخابیه تهران با داشتن ۱۵ کرسی زن در دوره‌های مختلف مجلس (۱۶ با احتساب حوزه انتخابیه شمیرانات که در آن زمان مستقل بود)، رکورددار حضور زنان بود. حوزه‌های رشت، کرمانشاه و همدان، به ترتیب با داشتن ۴، ۳ و ۳ کرسی زن در رتبه‌های بعدی قرار داشتند. در آن دوران استان مرکزی (به مرکزیت تهران) با داشتن ۱۷ کرسی زن، از این نظر در کشور رکورددار بود و پس از آن استان‌های خراسان، اصفهان و گیلان به ترتیب با ۶، ۴ و ۴ کرسی قرار داشتند. استان‌های آذربایجان غربی، ایلام، بختیاری و چهارمحال، بلوچستان و سیستان، بوشهر، بویراحمد و کهگیلویه، زنجان، ساحلی (هرمزگان) سمنان، و یزد در هیچ دوره‌ای نماینده زن را راهی مجلس نکردند.

## مجلس بیست و یکم
زنان برای نخستین بار در دوره بیست و یکم به مجلس راه یافتند و این دوره شاهد ۶ نماینده زن بود.
| ردیف | نام               | حوزهٔ انتخاباتی | گرایش سیاسی | تشکل سیاسی | سابقهٔ نمایندگی |
| ---- | ----------------- | -------------- | ----------- | ---------- | -------------- |
| ۱    | نیره ابتهاج سمیعی | رشت            |             |            | نه             |
| ۲    | فرخ‌رو پارسا       | تهران          |             |            | نه             |
| ۳    | هاجر تربیت        | تهران          |             |            | نه             |
| ۴    | مهرانگیز دولتشاهی | کرمانشاه       |             |            | نه             |
| ۵    | شوکت ملک جهانبانی | تهران          |             |            | نه             |
| ۶    | نزهت نفیسی        | بافت           |             |            | نه             |

## مجلس بیست و دوم
در دوره بیست و دوم مجلس ۷ زن حضور داشتند:
| ردیف | نام               | حوزهٔ انتخاباتی | گرایش سیاسی | تشکل سیاسی | سابقهٔ نمایندگی |
| ---- | ----------------- | -------------- | ----------- | ---------- | -------------- |
| ۱    | نیره ابتهاج سمیعی | رشت            |             |            | آری            |
| ۲    | صدرالملوک بزرگ‌نیا | خواف           |             |            | نه             |
| ۳    | نیره سعیدی        | تهران          |             |            | نه             |
| ۴    | هاجر تربیت        | تهران          |             |            | آری            |
| ۵    | مهرانگیز دولتشاهی | کرمانشاه       |             |            | آری            |
| ۶    | شوکت ملک جهانبانی | تهران          |             |            | آری            |
| ۷    | هما زاهدی         | همدان          |             |            | نه             |

## مجلس بیست و سوم
در دوره بیست و سوم مجلس ۱۷ زن حضور داشتند:
| ردیف | نام                    | حوزهٔ انتخاباتی | گرایش سیاسی | تشکل سیاسی | سابقهٔ نمایندگی |
| ---- | ---------------------- | -------------- | ----------- | ---------- | -------------- |
| ۱    | مهرآفاق آصف‌زاده        | آبادان         |             |            | نه             |
| ۲    | نیره ابتهاج سمیعی      | رشت            |             |            | آری            |
| ۳    | طلعت اسدی              | درگز           |             |            | نه             |
| ۴    | ایران‌دخت اقبال         | گناباد         |             |            | نه             |
| ۵    | عاطفه امیرابراهیمی     | بافت           |             |            | نه             |
| ۶    | صدرالملوک بزرگ‌نیا      | خواف           |             |            | آری            |
| ۷    | فاطمه پیرنیا (پیرزاده) | اصفهان         |             |            | نه             |
| ۸    | مهرانگیز دولتشاهی      | کرمانشاه       |             |            | آری            |
| ۹    | هما زاهدی              | همدان          |             |            | آری            |
| ۱۰   | پریوش سرخوش            | تهران          |             |            | نه             |
| ۱۱   | نیره سعیدی             | تهران          |             |            | آری            |
| ۱۲   | مهروش صفی‌نیا           | شمیرانات       |             |            | نه             |
| ۱۳   | مهین صنیع              | بابل           |             |            | نه             |
| ۱۴   | ملکه طالقانی           | تهران          |             |            | نه             |
| ۱۵   | مهین‌دخت گرگانی         | گرگان          |             |            | نه             |
| ۱۶   | مهین‌دخت مزارعی         | فسا            |             |            | نه             |
| ۱۷   | شوکت ملک جهانبانی      | تهران          |             |            | آری            |

## مجلس بیست و چهارم
در دوره بیست و چهارم مجلس ۲۰ زن حضور داشتند:
| ردیف | نام                  | حوزهٔ انتخاباتی     | گرایش سیاسی | تشکل سیاسی | سابقهٔ نمایندگی |
| ---- | -------------------- | ------------------ | ----------- | ---------- | -------------- |
| ۱    | اما آقایان           | مسیحیان ارمنی شمال |             |            | نه             |
| ۲    | پری اباصلتی          | تهران              |             |            | نه             |
| ۳    | نیره ابتهاج سمیعی    | رشت                |             |            | آری            |
| ۴    | طلعت اسدی            | درگز               |             |            | آری            |
| ۵    | مهین افشارجعفری      | مشهد               |             |            | نه             |
| ۶    | فرخ‌لقا بابان         | سنندج              |             |            | نه             |
| ۷    | ملک تاج برومند       | اصفهان             |             |            | نه             |
| ۸    | قدس منیر جهانبانی    | شیراز              |             |            | نه             |
| ۹    | ویدا داودی (گروسیان) | تهران              |             |            | نه             |
| ۱۰   | هما زاهدی            | همدان              |             |            | آری            |
| ۱۱   | پروین‌دخت سلیلی       | دورود              |             |            | نه             |
| ۱۲   | مهین صنیع            | بابل               |             |            | آری            |
| ۱۳   | ژاله ضرابی           | کاشان              |             |            | نه             |
| ۱۴   | قدس ایران عدیلی      | تهران              |             |            | نه             |
| ۱۵   | درخشنده کمالی آزاد   | تهران              |             |            | نه             |
| ۱۶   | عصمت مشائی           | اراک               |             |            | نه             |
| ۱۷   | متعالیه نائینی طبا   | نائین              |             |            | نه             |
| ۱۸   | فاطمه نجیمی نائینی   | تهران              |             |            | نه             |
| ۱۹   | لطیفه وحیدی          | اردبیل             |             |            | نه             |
| ۲۰   | فریده هاشمی          | سراب               |             |            | نه             |